# Труново (Ленинградская область)
Труново — упразднённая деревня на территории Бегуницкого сельского поселения Волосовского района Ленинградской области.

## История
Деревня не упоминается на карте Санкт-Петербургской губернии Ф. Ф. Шуберта 1834 года и в «Описании Санкт-Петербургской губернии по уездам и станам» 1838 года.

ТРУНОВО — деревня поковника Дубельта, по просёлочной дороге, число дворов — 26, число душ — 55 м. п. (1856 год)

- План деревни Труново. 1860 год

Согласно «Топографической карте частей Санкт-Петербургской и Выборгской губерний» 1860 года, деревня называлась Труновцы и состояла из 12 крестьянских дворов. К востоку от деревни находилась Бывшая деревня Труновцы.

ТРУНОВИЦЫ (ТРУНОВО) — деревня владельческая при колодцах, число дворов — 19, число жителей: 35 м. п., 48 ж. п.. (1862 год) 

В конце XIX — начале XX века деревня административно относилась к Бегуницкой волости 4-го земского участка 2-го стана Петергофского уезда Санкт-Петербургской губернии.
Согласно Памятной книжке Санкт-Петербургской губернии 1905 года деревня образовывала Труновское сельское общество.
С 1917 по 1921 год деревня Труново входила в состав Труновского сельсовета Бегуницкой волости Петергофского уезда.
С 1921 года в составе Рукулицкого сельсовета.
С 1922 года в составе Коростовицкого сельсовета.
С 1923 года в составе Гатчинского уезда.
С 1924 года в составе Местановского сельсовета.
Согласно данным переписи населения СССР 1926 года в деревне Труново Местановского сельсовета Бегуницкой волости Троцкого уезда проживали 125 человек, большинство русские, а также эстонцы.
С 1927 года в составе Волосовского района.
В 1928 году население деревни также составляло 125 человек.
По данным 1933 года деревня входила в состав Местановского сельсовета Волосовского района.
- План деревни Труново. 1938 год

Согласно топографической карте 1938 года деревня насчитывала 22 двора.
C 1 августа 1941 года по 31 декабря 1943 года деревня находилась в оккупации.
С 1 января 1964 года упразднена, так как в деревне не было постоянного населения.
По данным 1966 года деревня Труново числилась в составе Местановского сельсовета.
Постановлением правительства Российской Федерации от 21 декабря 1999 года № 1408 «О присвоении наименований географическим объектам и переименовании географических объектов в Ленинградской, Московской, Пермской и Тамбовской областях» деревне вновь было присвоено наименование Труново.
Вновь упразднена 28 декабря 2004 года Областным законом Ленинградской области в связи с отсутствием жителей.
Современное состояние — урочище.

## География
Урочище Труново расположено в северо-западной части района, к западу от автодороги 41К-014 (Волосово — Керново).
К западу от него находится Карпинское болото.
Расстояние до ближайшей железнодорожной станции Волосово — 36 км.